# Constant de Ramanujan-Soldner

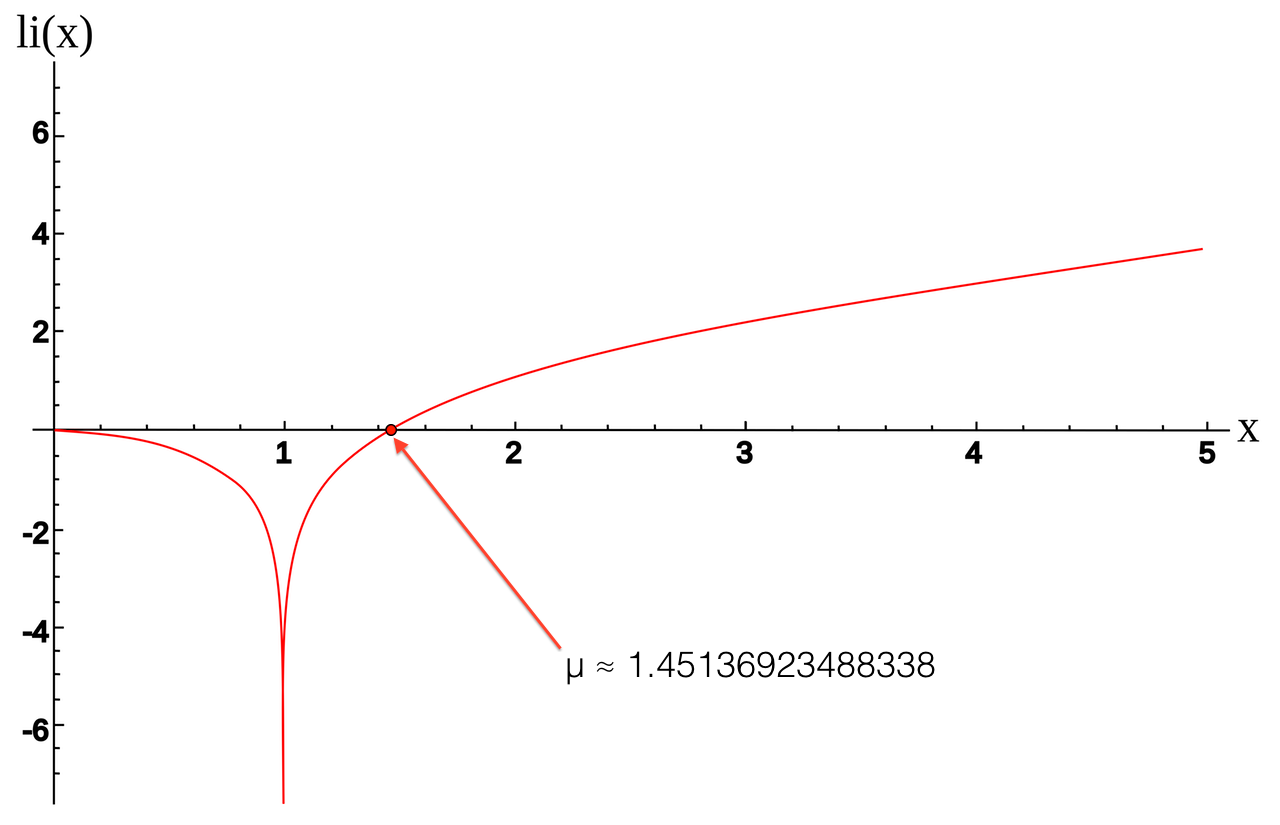
La constant de Ramanujan-Soldner en la funció de logaritme integral

En matemàtiques, la constant de Ramanujan-Soldner (o simplement constant de Soldner) és una constant matemàtica definida com l'única arrel positiva de la funció logaritme integral. Es diu així en honor de Srinivasa Ramanujan i Johann Georg von Soldner.
El seu valor és, aproximadament, μ ≈ 1,451369234883381050283968485892027449493…
Com el logaritme integral es defineix com
{\displaystyle \mathrm {li} (x)=\int _{0}^{x}{\frac {dt}{\ln t}},}
es té
{\displaystyle \mathrm {li} (x)\;=\;\mathrm {li} (x)-\mathrm {li} (\mu )}
{\displaystyle \int _{0}^{x}{\frac {dt}{\ln t}}=\int _{0}^{x}{\frac {dt}{\ln t}}-\int _{0}^{\mu }{\frac {dt}{\ln t}}}
{\displaystyle \mathrm {li} (x)=\int _{\mu }^{x}{\frac {dt}{\ln t}},}
el que facilita el càlcul per a enters positius. A més, com la funció exponencial integral satisfà l'equació
{\displaystyle \mathrm {li} (x)\;=\;\mathrm {Ei} (\ln {x})},
es té que l'única arrel positiva de l'exponencial integral es produeix en el logaritme natural de la constant de Ramanujan-Soldner, el valor és aproximadament ln(μ) ≈ 0,372507410781366634461991866…